# Carl Gustaf gránátvető

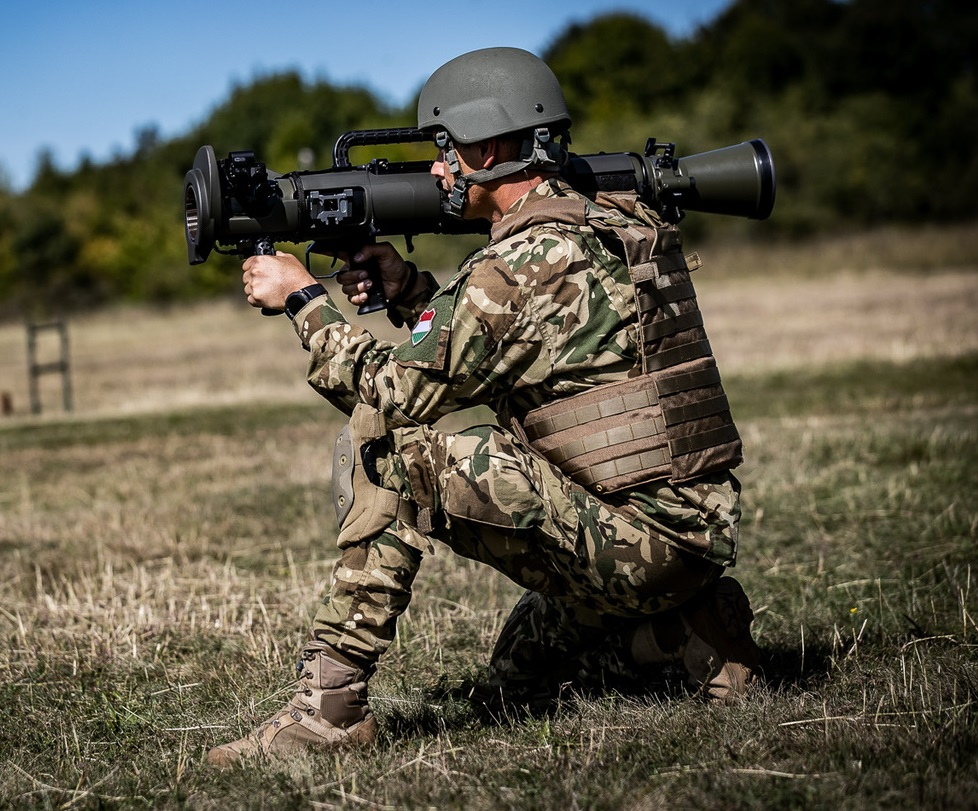
A Magyar Honvédség újonnan beszerzett Carl Gustaf M4-es típusú páncéltörő fegyvere.

A Carl Gustaf gránátvető egy a hátrasiklás nélküli lövegek elvén működő 84 mm-es hordozható, többször felhasználható multifunkciós fegyver, amelyet Svédországban a Saab Bofors Dynamics (korábban Bofors Anti-Armor AB) gyárt. A svéd haderőben 1946-ban rendszeresített gránátvető a korszak egyik modernnek számító harckocsi elhárító fegyvere volt. Az elmúlt évtizedek során többször modernizálásra került és ennek köszönhetően ma is széles körben elterjedt. A Carl Gustaf lőszerek széles skáláját használja és ennek köszönhetően sokféle szerepkörben alkalmazható fegyver. Legújabb M4 jelzésű változatát a Magyar Honvédség is rendszeresítette a RPG-7 váltó típusaként.

## Története
A Carl Gustaf M1-et Hugo Abramson és Harald Jentzen fejlesztette ki a Kungliga Arméförvaltningens Tygavdelning ("Svéd Királyi Fegyverigazgatás") megbízásából. Sorozatgyártása a Bofors-nál valósult meg és Carl Gustaf néven kezdték el gyártani. A fegyvert először 1948-ban rendszeresítették a Svéd Hadseregben, mint a 8,4 cm Granatgevär m/48 (Grg m/48), ugyanazt a feladatkört látta el, mint az Egyesült Államok Hadseregének bazookája, a Brit Hadsereg PIAT-ja vagy korábban a Német Hadsereg Panzerschreckje. Utóbbi fegyverekkel ellentétben a Gustaf M1 huzagolt fegyvercsővel készült.
A hátrasiklás nélküli kivitelezés lehetővé tette, hogy lényegesen több hajtóanyagot tartalmazó lőszereket használjon, 290 m/s-os csőtorkolati sebességgel. Ez nagyobb kezdeti sebességet biztosított, mint a Panzerschreck, a PIAT vagy Bazooka a 75 m/s-os csőtorkolati sebessége. Eme technikai kivitelezés jobb pontosságot és nagyobb lőtávolságot eredményezett. A Gustaf álló célpontok ellen 700 m-ig, mozgó célpontok ellen 400 m-es lőtávolságig mutatott kíváló pontosságot. Utóbbi 400 m-es lőtávolság a lövedék viszonylag alacsony sebességnek tudható be.
A Gustafot hamarosan világszerte értékesítették, és számos nyugat-európai hadsereg egyik elsődleges lövész-raj szintű páncéltörő fegyverévé vált. Fejlesztett változata, ami könnyebb és kissé rövidebb volt elődjénél, 1964-ben került bevezetésre Carl Gustaf M2 néven, és hamar felváltotta az eredeti verziót. A jelenlegi Carl Gustaf M3 verziót 1991-ben vezették be. A súlyt még tovább csökkentették, mégpedig úgy, hogy a kovácsolt acélcsövet egy szénszálas külső hüvellyel megerősített vékony huzagolt acélcsőre cserélték. A külső acélból készült részeket pedig műanyagokkal és alumíniummal váltották ki.
Az elmúlt években az M3-at új feladatkörben is elkezdték használni. A britek Különleges Légi Szolgálata, Egyesült Államok Hadseregének Különleges Ereje és Egyesült Államok Rangersei használják az M3-okat bunker-robbantó és harcjármű elleni fegyverként. A német Bundeswehr kis számú M2-t tart fenn a csatatér megvilágítására. Sok hadsereg továbbra is hatásos fegyverként használja, különösen az 1950-es és 1960-as években gyártott harckocsik és egyéb páncélozott harcjárművek ellen.
2011 novemberében az Amerikai Hadsereg megkezdte az M3 MAAWS-ok nagy számban történő megrendelését az afganisztáni hadszintéren szolgáló egységeik számára. A katonákat 900 méteres körben támadták a dzsihadisták RPG-kkel, amíg az amerikaiak fegyvereik csak 500–600 méteres hatótávolsággal rendelkeztek. A fegyverrendszer afganisztáni használata nagyobb hatékonyságot biztosít, de a 9,5 kg-os súlya túlságosan is nehéznek bizonyult a hegyvidéki, sziklás terepen történő csapatok mozgásában. 2013. március 28-án az USSOCOM bejelentette, hogy forrásokat kell biztosítani egy könnyebb M3 MAAWS-típus kialakítására, ami csökkenti súlyt és cső hosszát a kezelés vagy a robusztusság befolyásolása nélkül. Ekkorra a Saab kifejlesztett egy súlycsökkentett változatot, még az USSOCOM felhívása előtt, amely nem mutatott teljesítménycsökkenést, és amely 2014-re készen állhatott egy kormányzati tesztelésre. A Saab szintén kifejlesztett egy új 1500 m-es hatótávolságú új robbanófejjel ellátott rakétát is.

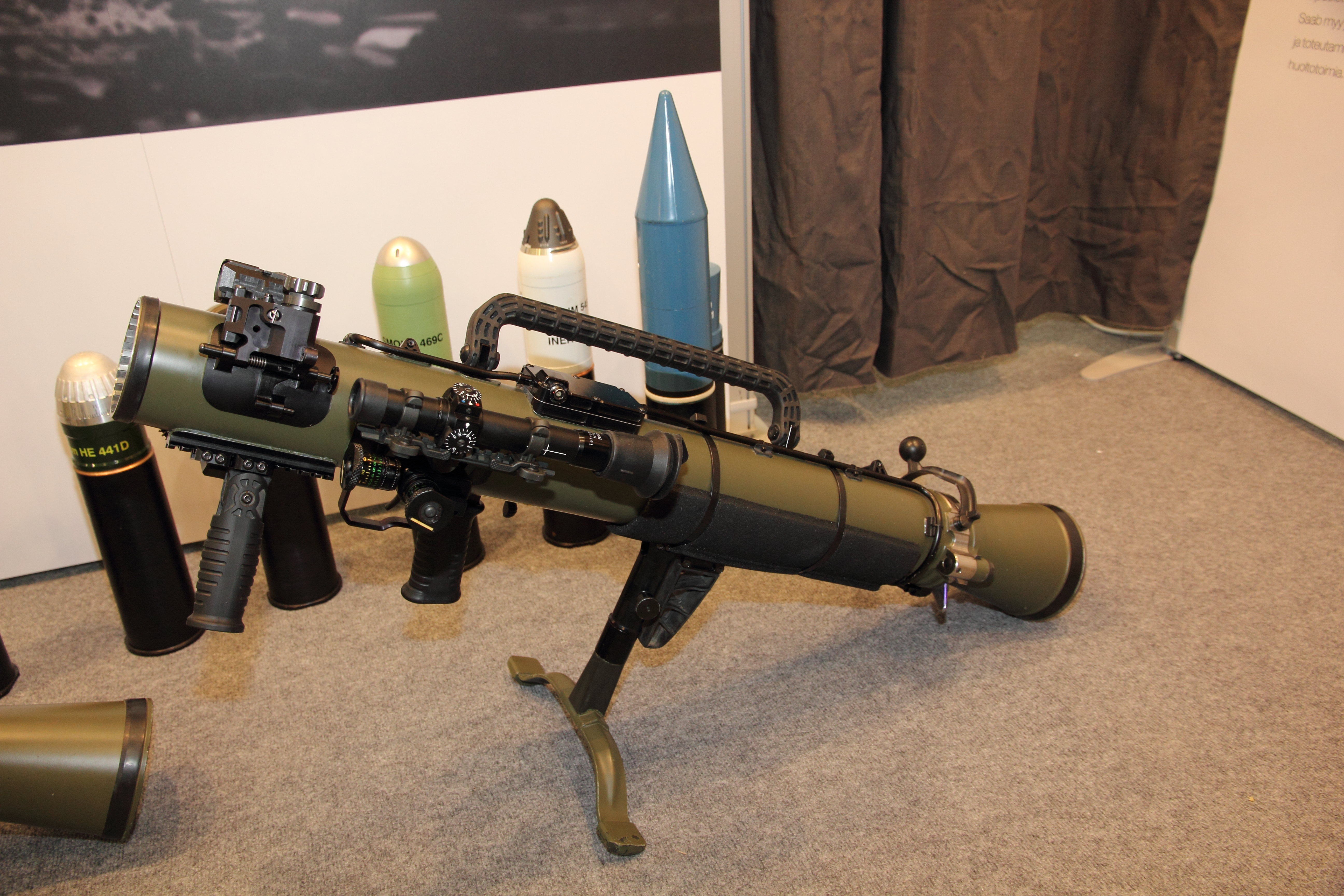
Carl Gustaf M4 verzió

2014-ben a Saab Dynamics bemutatta a vadonatúj Carl Gustaf M4-t. Összehasonlítva az M3 MAAWS súlyával, az M4-es változat csak 6,6 kg-ot nyom és a csőhossz is rövidebb a maga 950 mm-es hosszával. A rövidebb csőhossz válasz volt arra a problémára, amivel a lövész katonák a városi hadviselés során szembesültek. Egyéb újdonság a vörös-pontos irányzék, új menetközben való lőszer biztosítás a csőben, illetve egyéb a használat során fellépő ergonómiai fejlesztés. Az amerikai Védelmi Minisztérium 2017-ben, 2 éves folyamatos tesztelést követően az M4-t M3E1-ként rendszeresítette. Az első alakulatokat 2018-ban kezdték felszerelni az M3E1-el. 2019 áprilisában 18,1 millió USD-s szerződést kötött az Ausztrál Hadsereg a Carl-Gustaf M4, 84 mm-es fegyverrendszer rendszeresítésére.
2019 januárjában jelentette be Böröndi Gábor a Honvéd Vezérkar helyettese, hogy a Magyar Honvédségben rendszeresítésre kerül a Carl Gustaf M4-es típusú páncéltörő löveg. A szerződés értéke kb. 15,5-20 milliárd Forint.

## Harcászati és műszaki jellemzői
Maga a fegyver egy huzagolt csőből áll, amit hátulról lehet megtölteni és a hátsó részén egy a hátrasiklást gátló Venturi-cső van. Két markolat van a cső alsó, elülső részén, illetve a cső hátsó részén egy válltámasz. A fegyver hagyományos súlyirányzékkal is el van látva, de általában a 3x-os nagyítást lehetővé tevő 17 fokos látószöget befogó optikai irányzékot szokták használni. A fegyvert állva, térdelve, ülve, és fekvő pozícióban is lehet használni. Gyártanak hozzá kétlábú állványt is. A fegyvert kétfős személyzet kezeli. Az egyik katona hordozza/lő a fegyverrel, a másik pedig lőszert szállít és az újra töltésért felel.

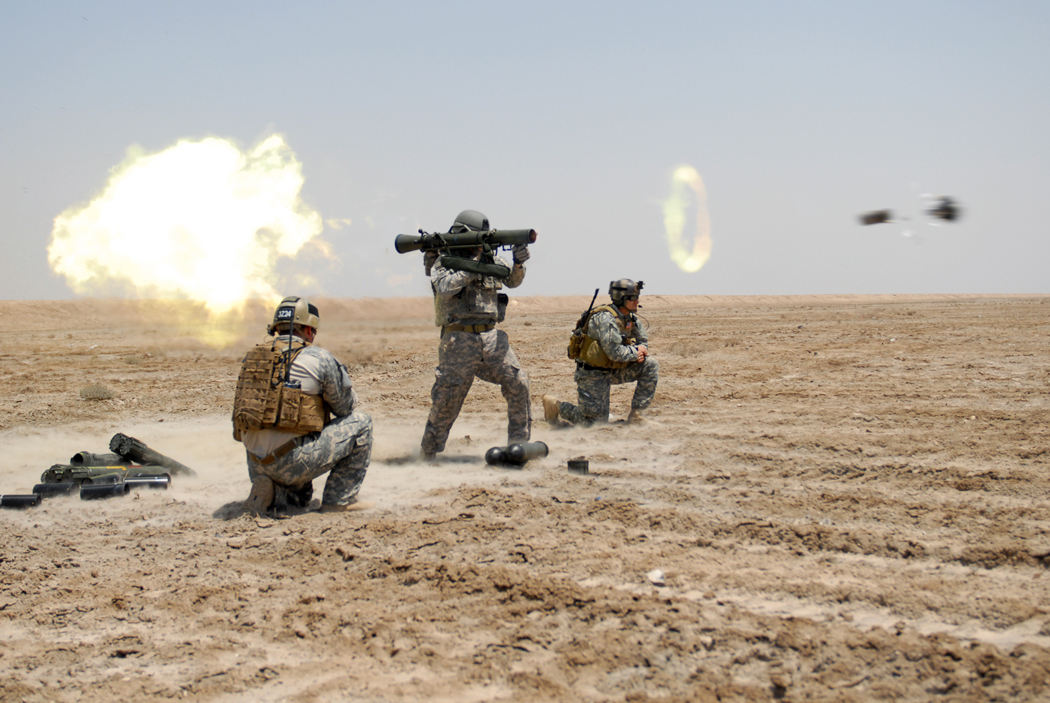
Amerikai Zöldsapkások gyakorlata az iraki sivatagban, 2009.

### Műszaki leírás
- Kaliber: 84 mm huzagolt cső
- Kezelőszemélyzet: 2 fő
- Súly:
  - (M2) 14,2 kg
  - (M3) 10 kg
  - (M4) 7 kg
- Csőhossz:
  - (M2) 1130 mm
  - (M3) 1065 mm
  - (M4) 1000 mm
- Hatásos lőtávolság:
  - 350–400 m mozgó jármű/célpont ellen
  - 500 m álló jármű/célpont ellen
  - 1000 m ködgránát és romboló gránát
  - 2000 m rakéta rásegítéses lézer vezérlésű lőszer
- Zárvázat: billenő kivitelű hátultöltős
- Tűzgyorsaság: 6 lövés/perc
- Irányzék: súlyirányzék, optikai 3×, lézeres távolságmérő
- Élettartam:
  - (M3) 500 lövés[10][11]
  - (M4) 1000 lövés[12]

### Lőszerek

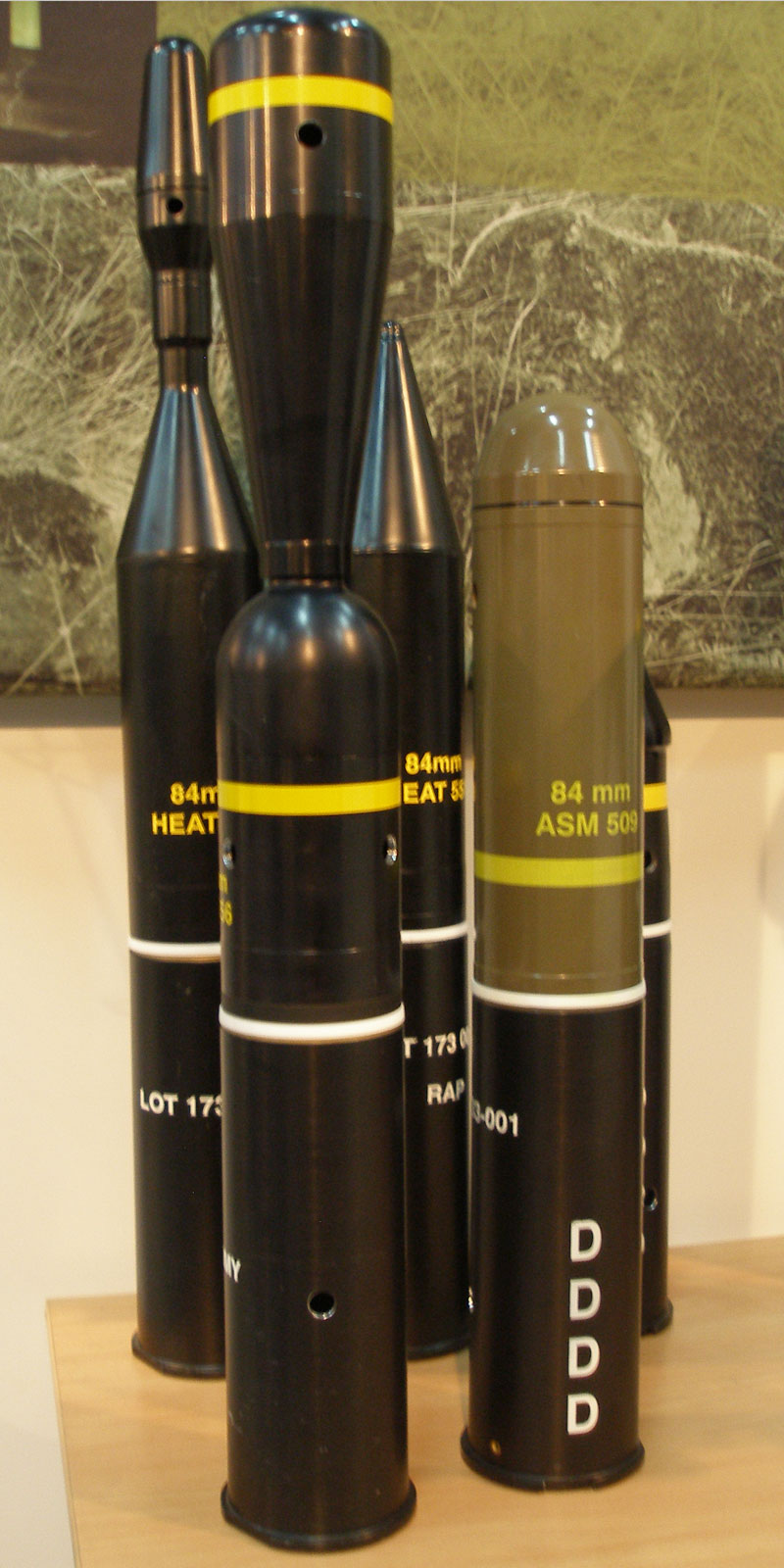
Carl Gustaf hátrasiklás nélküli fegyverrendszer lőszereinek bemutatója, 2007.

A fegyverrendszerhez készült lőszerek fejlesztése az első rendszeresítés óta folyamatos. A korábban gyártott kumulativ páncéltörő gránátok a modern harckocsik ellen nem hatásosak. A fegyverrendszer reneszánszát éli bunker-robbantó feladatkörben. Széles a palettája a Saab által gyártott lőszer típusoknak.
Megjegyzésképpen az alábbi megjelölések a svéd gyártóiak. Más országok ugyan ezt a terminológiát követik, csak az "FFV – Försvarets Fabriksverk" nevezik át.
- FFV401 – kis hatótávolságú területvédelmi lőszer, ami 1100 acélnyilat szór szét és elsősorban élőerő leküzdésére szolgál.[13]
- FFV441 – repesz-romboló lőszer, alacsony röppályájú 1000 m-es hatótávolságú, levegőben vagy becsapódáskor robbanó lőszer.
- FFV441B – repesz-romboló lőszer, élőerő leküzdése 1100 m-es hatótávolságig. Kilövést követően 20–70 m-t követően válik élessé. Súlya 3,1 kg, csőtorkolati sebessége 255 m/s.[14]
- FFV469 – ködgránát-lőszer. Hatásos lőtávolság 1300 m. Súlya 3,1 kg csőtorkolati sebessége 255 m/s.[14]
- FFV502 – kettős feladatú repesz-romboló lőszer (HEPD), ami képes becsapódáskor vagy 1/10-ed másodperccel később felrobbanni. Hatásos lőtávolság 1000 m élőerő leküzdésére, 500 m álló célpontok ellen és 300 m mozgó célpontok ellen. Minimum távolság, ami 15–40 m között élesedik be. Az átütő képessége meghaladja a 150 mm homogén hengerelt páncélzat esetén. Súlya 3,3 kg, illetve csőtorkolati sebesség 230 m/s.[14]
- FFV509 – épület elleni "falnyitó" lőszer, amit kimondottan épületek illetve a benne lévők elpusztítására terveztek. Csapódó és késleltetett gyújtóval rendelkezik.[15]
- FFV545 – helyszín bevilágító lőszer, amit 2300 m maximális magasságig lehet fellőni. Ejtőernyővel alászálló világító test, ami 30 másodpercig világít. 650.000 Kandela fényerősséggel, ami 400–500 m átmérőjű területet képes megvilágítani.
- FFV551 – elsődleges rakéta meghajtású kumulatív páncéltörő lőszer. Hatásos lőtávolság 700 m (400 m mozgó célpontok ellen) és páncéltörő képesség 400 mm. Súlya 3,2 kg, csőtorkolati sebesség 255 m/s. Harckocsik ellen csak a könnyebben páncélozott pontokon (oldalsó, hátsó és tető páncélzat) elért találat esetén hatásos.[14]
- FFV552 – gyakorló lőszer az 551-es ballisztikai képességeivel.
- FFV651 – egy újabb rakéta meghajtású repesz-romboló lőszer, aminek a hatótávolsága 1000 m. Elméletben kevesebb az átütő ereje mint az FFV551-nek, de a reaktív páncélzatot jobban le tudja küzdeni.
- HEAT 655 – CS Zárt térből kilőhető kumulatív páncéltörő lőszer. Harckocsik ellen csak a könnyebben páncélozott pontokon (oldalsó, hátsó és tető páncélzat) elért találat esetén hatásos.[15][16]
- FFV751 – tandem-robbanófejes kumulatív páncéltörő lőszer. Hatásos lőtávolság 700 m, és képes több, mint 500 mm vastag páncélzatot átütni. Súlya 4 kg.[14]
- FFV756 – egy többfeladatú tandem rendszerű lőszer, amit sűrűn beépített harctéren is képes fedezékben lévő ellenséges élőerőt elpusztítani.[15]
- GCGM – a rövidítés "kibontása" magyarul "Irányított Carl Gustaf Lőszert" jelent. Ez egy lézer vezérlésű lőszer, amit a Saab és a Raytheon közösen fejlesztett ki. Hatótávolsága 2000 m és ki lehet lőni zárt térből. 2020-ban fogják rendszeresíteni.[17][18]

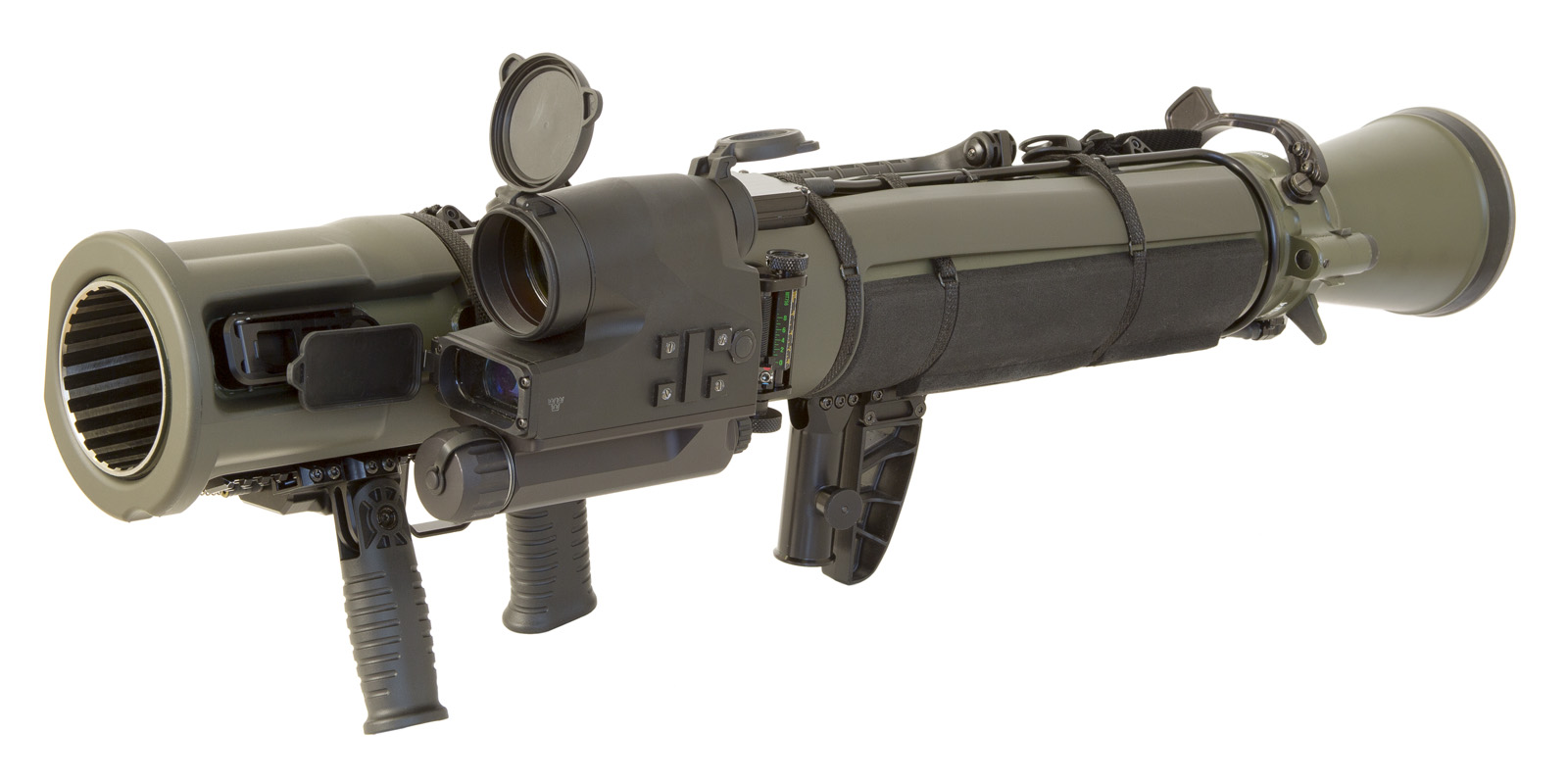
Az M3E1 az M3-as típus továbbfejlesztett változata.

## Veszélynek kitett kezelőszemélyzet

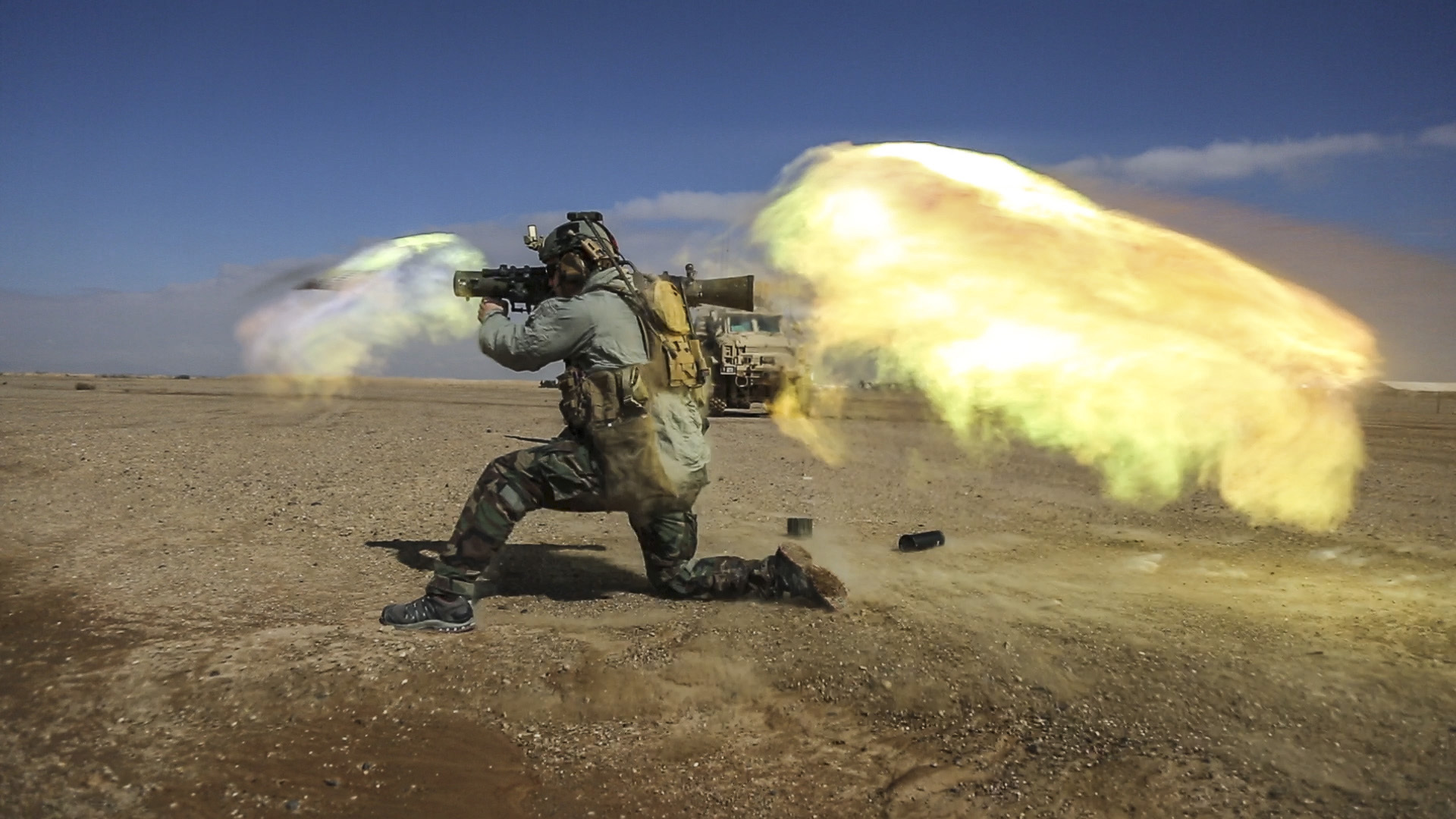
Carl Gustafot használó katona. Megjegyzendő a fegyver végénél keletkező légnyomás.

A Carl Gustaf által generált túlnyomás vagy lökéshullám nagymértékű, a fegyvercső mögött 30 méteren tartózkodni életveszélyes, de 50-75 méteres távolságban veszélyt jelent. A Carl Gustaf ismételt lövése is okozhat légnyomásos, égési sérüléseket a kezelőszemélyzetnek és a közel álló személyeknek. A fegyver használóknak a maximális 6 lövés/nap a megengedett, amennyiben csak lőgyakorlatról van szó.

## Más fegyverekkel való összehasonlítása
| Fegyver              | Csőátmérő | Csőtorkolati sebesség | Robbanófej                   | Páncéltörő képesség | Hatásos lőtávolság | Irányzék |
| -------------------- | --------- | --------------------- | ---------------------------- | ------------------- | ------------------ | -------- |
| M2 Carl Gustaf       | 84 mm     | 310 m/s               | 1,70 kg kumulatív páncéltörő | 400 mm              | 450 m              | 2×       |
| M67 recoilless rifle | 90 mm     | 213 m/s               | 3,06 kg kumulatív páncéltörő | 350 mm              | 400 m              | 3×       |
| LRAC F1              | 89 mm     | 300 m/s               | 2,20 kg kumulatív páncéltörő | 400 mm              | 600 m              | N/A      |
| RPG–7                | 40 mm     | 120 m/s               | 2,60 kg kumulatív páncéltörő | 500 mm              | 500 m              | 2,5×     |
| B–300                | 82 mm     | 280 m/s               | 3,00 kg kumulatív páncéltörő | 400 mm              | 400 m              | N/A      |

Az adatok Jane's Infantry Weapons 1984–85-ből származnak. RPG-7-nél csőátmérő javítva 93-ról 40 mm-re. A 93 mm-es adat valószínűleg a PG-7VL űrméretfeletti gránát fejátmérőjét jelölte. Azóta rendelkezésre áll a PG7-VR jelű nagyobb fejátmérőjű (105 mm) és nagyobb páncéltörő képességű (reaktív páncélzattal ellátott harcjárművek ellen 600 mm, reaktív páncélzat nélküli célpont ellen 750 mm) lőszer is.

## Alkalmazók
- Amerikai Egyesült Államok M3 MAAWS, illetve M3E1-es típus
- Argentína
- Ausztrália M3-as típus, korábban M2-es típus
- Ausztria
- Belgium
- Belize
- Botswana
- Brazília
- Burkina Faso
- Chile
- Csehország
- Dánia M2, M3-as típusok
- Egyesült Arab Emírségek
- Észtország M2, M3-as típusok
- Ghána
- Görögország
- [[Fájl:|22x20px|keret |alt=|link=]] Honduras
- India
- Indonézia
- Irak
- Írország
- Izrael
- Japán
- Kanada
- Kenya
- Kuvait
- Lettország
- Lengyelország
- Líbia
- Litvánia
- Malajzia
- Magyarország M4-es típus
- Mianmar
- Németország
- Nepál
- Nigéria
- Norvégia
- Portugália
- Sierra Leone
- Svédország
- Szaúd-Arábia
- Szlovákia
- Tamil Ílam Felszabadító Tigrisei használták a végső Ílámi csatában
- Thaiföld
- Ukrajna
- Új-Zéland
- Venezuela
- Zambia

## Korábbi alkalmazók
- Egyesült Királyság
- Hollandia
- Szingapúr